# Efeito tesoura
Pode-se dizer que o efeito tesoura é quando o saldo tesouraria fica negativo, formando assim um gráfico onde as curvas do CDGP (Capital de Giro Próprio) e NLCDG (Necessidade Líquida de Capital de Giro) se cruzam, conforme o modelo proposto por Michel Fleuriet.